# Centurion Air Cargo
Centurion Air Cargo (ursprünglich Challenge Air Cargo) war eine US-amerikanische Frachtfluggesellschaft mit Sitz am Miami International Airport, Florida.

## Geschichte
Die Fluggesellschaft wurde im Jahre 1985 unter dem Namen Challenge Air Cargo gegründet und nahm den Flugbetrieb mit jeweils zwei Boeing 707-300C sowie zwei Douglas DC-8-63F auf. Zwischenzeitlich wurden auch Maschinen der Typen DC-8-73F, Douglas DC-10-30F (11 Stück) und Boeing 757-200PF eingesetzt.
Im Jahr 2001 wurde nach der Übernahme des Liniengeschäfts durch United Parcel Service ein neues Unternehmen mit dem Namen Centurion Air Cargo gegründet, welches das Luftverkehrsbetreiberzeugnis von Challenge übernahm.
Im Herbst 2014 war die ganze Flotte am Boden wegen eines Rechtsstreits um unbezahlte Treibstoffrechnungen, doch wurde der Betrieb Ende Dezember mit drei MD-11 wieder aufgenommen.
Im November 2015 war eine Boeing 747, registriert bei Centurion, aber möglicherweise betrieben durch Sky Lease Cargo, in Brasilien von einem Gericht beschlagnahmt worden.
Am 23. August 2018 hat die Fluggesellschaft den Flugbetrieb endgültig eingestellt.

## Flugziele
Es wurden rund 20 Ziele in Nord-, Mittel- und Südamerika sowie in Europa bedient.

## Flotte

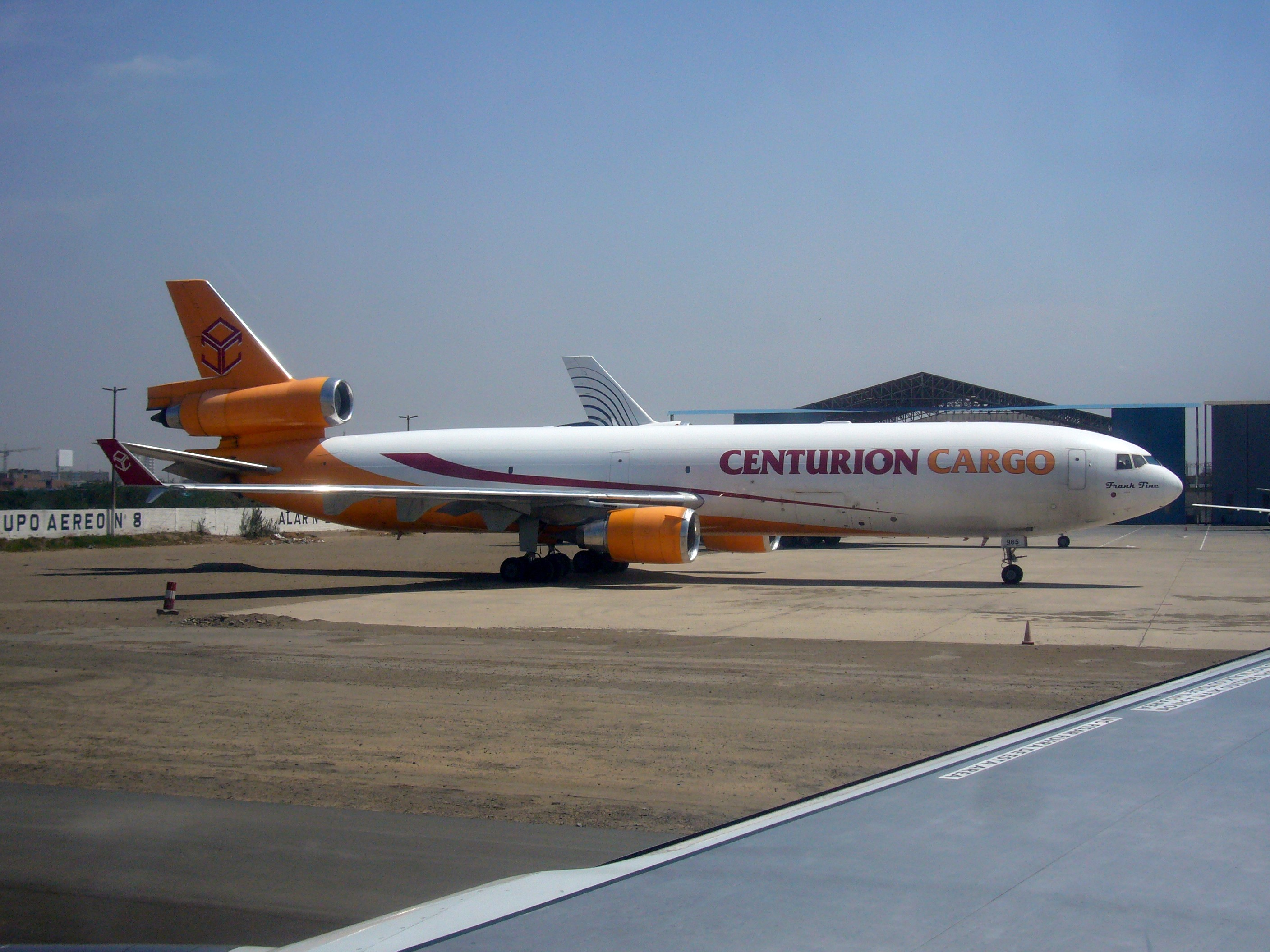
Die MD-11 mit der Werknummer 48430 wurde am 17. August 1992 als I-DUPU an Alitalia ausgeliefert. In 2005 wurde sie außer Betrieb genommen und bis April 2006 zum Frachtflugzeug umgebaut. Ab dem 23. Oktober 2009 flog sie als N985AR für Centurion Air Cargo. Im April 2015 beendete sie den Flugdienst, bevor schließlich im August 2015 die Verschrottung erfolgte.

Mit Stand August 2015 bestand die Flotte der Centurion Air Cargo aus drei verbleibenden Flugzeugen von ehemals fünf des Typs McDonnell Douglas MD-11F sowie dem Boeing 747 Frachter mit Kennzeichen N901AR, welcher ab 2013 bis im Oktober 2015 für Centurion flog. Seit 2013 flog N902AR, seit 2014 N904AR für Centurion, am 23. Juli 2015 folgte die Boeing 747 N742WA, alle in den Farben von Centurion bemalt. Das Flugzeug N903AR vom gleichen Typ flog hingegen seit Juni 2014 in weißer Farbe und wurde von der Schwestergesellschaft Sky Lease Cargo betrieben.
Zum Zeitpunkt der Einstellung des Flugbetriebs betrieb die Fluggesellschaft noch zwei McDonnell Douglas MD-11F sowie einen Boeing 747 Frachter. Die Flotte hatte ein Durchschnittsalter von 20,7 Jahren.